# Concerned Women for America
Die Concerned Women for America (englisch für: Besorgte Frauen für Amerika, CWfA) sind eine konservative christliche Organisation in den Vereinigten Staaten. Sie wurde 1979 von Beverly LaHaye, der Frau des evangelikalen Pfarrers Tim LaHaye, gegründet und hat etwa 500.000 Mitglieder (Stand: 2011). Die Organisation gehört zur amerikanischen religiösen Rechten.

## Beschreibung
Sie möchte ihre Vorstellungen von sechs Schlüsselthemen in der Gesellschaft stärken:
- Definition von Familie, nach ihnen „eine Frau und ein Mann in der Ehe und mit den Kindern, die sie haben.“
- Heiligkeit des menschlichen Lebens, in ihren Worten der „Schutz allen menschlichen Lebens von der Empfängnis bis zum Tode.“
- Bildung
- Kampf gegen Pornografie
- Religionsfreiheit
- Staatliche Souveränität

Seit dem Sommer 2013 ist die Unterstützung Israels weitere Zielsetzung der Organisation. Die CWfA bezeichnet sich selbst als die größte Frauenorganisation, die sich im Bereich der öffentlichen Ordnung engagiert, die auf eine reiche 30-jährige Geschichte verweisen kann, in der sie ihren Mitgliedern im ganzen Land hilft, die Prinzipien der christlichen Bibel in allen Ebenen der öffentlichen Ordnung zu verbreiten. Die CWfA bekämpft die Ehe zwischen Homosexuellen und jede Art der Pornographie. Sie lehnt darüber hinaus embryonale Stammzellforschung und das Klonen ab. Sie setzt sich dafür ein, dass die Evolutionstheorie nicht mehr an Schulen unterrichtet wird und dass stattdessen Intelligent Design in den Lehrplan aufgenommen wird. Die CWfA engagiert sich gemeinsam mit anderen Organisationen der religiösen Rechten gegen sexuelle Aufklärung an Schulen und dafür, dass Kinder und Jugendliche im Geiste der sexuellen Abstinenz unterrichtet werden. 1988 lehnte die CWfA einen Gesetzesentwurf (Act for Better Child Care) ab, der Familien, in denen beide Elternteile berufstätig sind, Anspruch auf staatliche Kinderbetreuung einräumen sollte. Im März 2003 machte die CWfA ihre Unterstützung für eine Aussage von Rick Santorum deutlich, der Homosexualität mit Inzest, Bigamie und Ehebruch zu vergleichen schien. Weiterhin bekämpft wird das Recht auf Schwangerschaftsabbruch. Nur bei der Gefährdung des Lebens der Mutter sei Abtreibung erlaubt, nicht jedoch nach Vergewaltigungen. Die CWfA lehnt Feminismus ab und ist der Auffassung, dass die Frauenbewegung von Lesben dominiert werde und zu Homosexualität geführt habe.

## Dokumentation
In der Dokumentation The Genius of Charles Darwin führt der Erzähler, Richard Dawkins, ein Interview mit der ehemaligen Präsidentin von Concerned Women for America, Wendy Wright, über das Thema Evolution. Auszüge aus diesem Interview veröffentlichte Dawkins in seinem Buch Die Schöpfungslüge.

## Weitere Äußerungen
Nachdem der Bürgermeister von Charlotte, North Carolina, Anthony Foxx einen nationalen Tag der Vernunft (National Day of Reason) gefordert hatte (als ein Pendant zum Nationalen Tag des Gebets – dem National Day of Prayer), trat die Vorsitzende der CWfA Penny Nance auf Fox News auf und äußerte sich kritisch zu dem Vorschlag.
In dem Interview sagte sie: „G. K. Chesterton hat gesagt, dass die Erbsünde das einzige sei, über das wir wirklich 3.000 Jahre empirische Belege haben. Ganz klar brauchen wir Glauben und es ist dumm, dem zu widersprechen. Wissen Sie, die Aufklärung und die Vernunft haben zu moralischem Relativismus geführt. Und moralischer Relativismus hat zum Holocaust geführt.“ Bereits vorher hatte sich Nance zum Thema Abtreibung geäußert und die Politik, die Frauen das Recht auf Schwangerschaftsabbruch einräumt, für „schlimmer als den Holocaust“ befunden.

### Präsidentinnen/CEOs
- Penny Young Nance, CEO und Präsidentin[17]
- Wendy Wright, Präsidentin 2006–2013